# Rîșavka, Korosten
Rîșavka (în ucraineană Ришавка) este o comună în raionul Korosten, regiunea Jîtomîr, Ucraina, formată numai din satul de reședință.

## Demografie
Componența lingvistică a comunei Rîșavka
     Ucraineană (98,7%)
     Rusă (1,3%)
Conform recensământului din 2001, majoritatea populației comunei Rîșavka era vorbitoare de ucraineană (98,7%), existând în minoritate și vorbitori de rusă (1,3%).